# توماسو بادوا سكيوبا
توماسو بادوا سكيوبا (بالإيطالية: Tommaso Padoa-Schioppa النطق الإيطالي: ‎[tomˈmaːzo ˈpaːdoa ˈskjɔppa]‏)‏ (23 يوليو 1940 - 18 ديسمبر 2010) هو مصرفي وخبير اقتصادي إيطالي شغل منصب وزير الاقتصاد والمالية ‏ في إيطاليا من عام 2006 إلى عام 2008. كما شغل منصب عضو في المجلس التنفيذي للبنك المركزي الأوروبي من 1998 إلى 2005. وهو يعتبر الأب المؤسس للعملة الأوروبية الموحدة. كان عضوًا سابقًا في اللجنة التوجيهية لمجموعة بيلدربيرغ.